# Burg Rappenstein
Die Burg Rappenstein ist die Ruine einer hochmittelalterlichen Höhlenburg im schwer zugänglichen Cosenztobel westlich von Untervaz im schweizerischen Kanton Graubünden. Rappenstein ist neben der Burg Kropfenstein in der Surselva eine der am besten erhaltenen Höhlenburgen der Schweiz.

## Lage
Die Ruine liegt auf 1058 m ü. M. in einer Felsspalte etwa zehn Meter oberhalb des Baches und ist über einen steilen Pfad gut erreichbar. Der Zugang ins Innere ist durch eine enge Luke am Fuss der Mauer möglich.
Bis heute ist unbekannt, warum Rappenstein an einem derart dunklen, kalten und feuchten Ort erbaut worden ist, zu dem nie ein Sonnenstrahl gelangt. Die Vermutung liegt jedoch nahe, dass Rappenstein nur als gelegentlicher Rückzugsort diente und nicht ständiger Aufenthaltsort war. Dass die Mauer des Nebentrakts in einer zweiten Bauphase durch eine neue Ummantelung verstärkt wurde, deutet trotzdem auf eine längerfristige Nutzung hin.

## Geschichte
Wer Rappenstein erbaute, weiss man nicht; es gibt keine Dokumente, in denen Rappenstein erwähnt wird. Bauliche Merkmale sowie eine dendrochronologische Untersuchung der Balken lassen auf eine Erbauungszeit in der Mitte des 13. Jahrhunderts schliessen.
Auch wie die Burg zu ihrem Namen kam, ist unklar. Er könnte auf die adlige Kaufmannsfamilie Mötteli zurückgehen, die sich nach der Burg Rappenstein im Martinstobel bei St. Gallen nannte und die um 1450 in den Besitz der Burg im Tobel bei Untervaz gelangt war. So dürfte sich der Name Rappenstein von der Familie Mötteli auf die Burg übertragen haben.
Die Möttelis waren verwandt mit den Rittern Thumb von Neuburg aus dem Vorarlberg, denen die Neuburg bei Koblach gehörte. Da Rappenstein älter ist als die erst um 1300 errichtete Neuburg, könnte Rappenstein der erste Sitz der Familie Thumb in Untervaz gewesen sein.
Ob die ersten Inhaber der Herrschaft von Neuburg in Rappenstein oder in einer anderen, unbekannten Burg wohnten, ist nicht bekannt. Bekannt ist hingegen, dass Rappenstein im 15. Jahrhundert, als Neuburg den Mötteli gehörte, schon lange eine Ruine war. Als Rudolf Mötteli 1496 die Neuburg und einen Rebberg an den Bischof von Chur verkaufte, erwähnte er zwar das hoefli Castrines auf der anderen Seite des Cosenzbaches, die Burg selber jedoch wird nicht erwähnt. Als Ruine hatte sie keinen Wert mehr und musste daher in der Verkaufsurkunde nicht aufgeführt werden.
Spätestens im 15. Jahrhundert wurde Rappenstein aufgegeben. Die beidseits der Mauer abgesägten Holzbalken lassen auf eine systematische Verwertung brauchbaren Materials und auf eine geordnete Räumung schliessen.

## Anlage

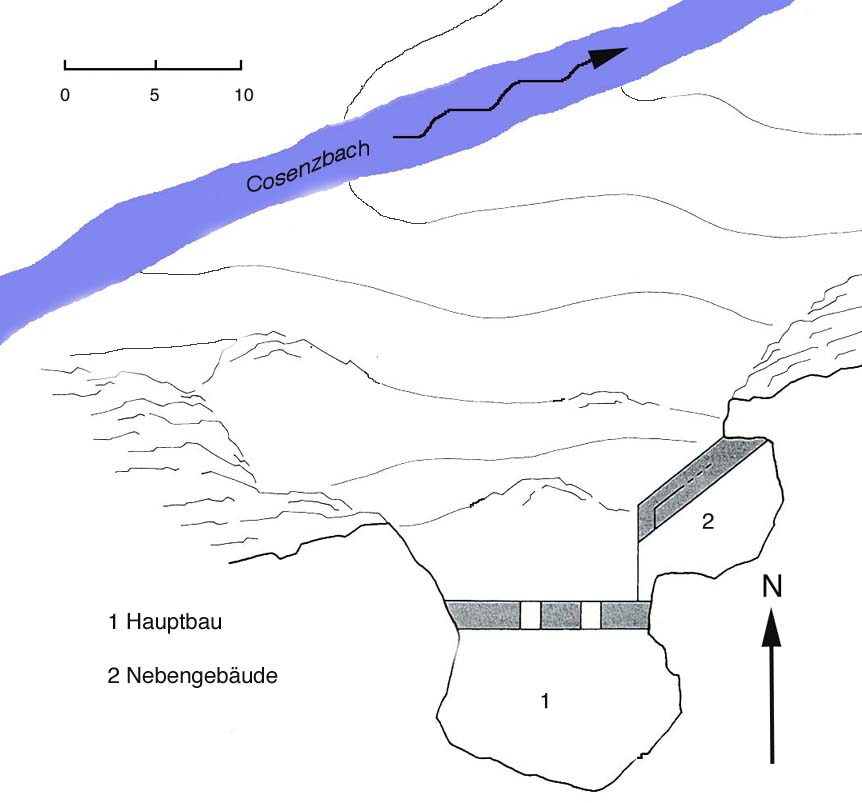
Plan Rappensteins

Im oberen Stockwerk des zweistöckigen Hauptbaus lag der rundbogige Hocheingang, dessen Zugang über hölzerne Lauben von einem Nebengebäude aus erfolgte, das nordöstlich des Hauptbaus an den Fels gelehnt war. Sein Aussehen ist nicht mehr klar rekonstruierbar. Die 1,4 Meter dicke Frontmauer aus Bruchsteinen ist aussen und innen in Pietra Rasa verputzt mit horizontalen Kellenfugen.
Von der hölzernen Dachkonstruktion sind noch einzelne Balkenreste erhalten. Die Wasserversorgung erfolgte über zwei kleine Quellen im hinteren Teil der fünfzehn Meter tiefen Höhle. Die Ausgestaltung des Innenraums ist nicht mehr erkennbar, da er mit von der Decke herabgestürztem Schutt aufgefüllt ist.
Die Mauerreste lassen zwei Bauphasen erkennen, was auf eine angesichts der feuchtkalten Lage der Burg nicht selbstverständliche länger dauernde Benützung schliessen lässt.

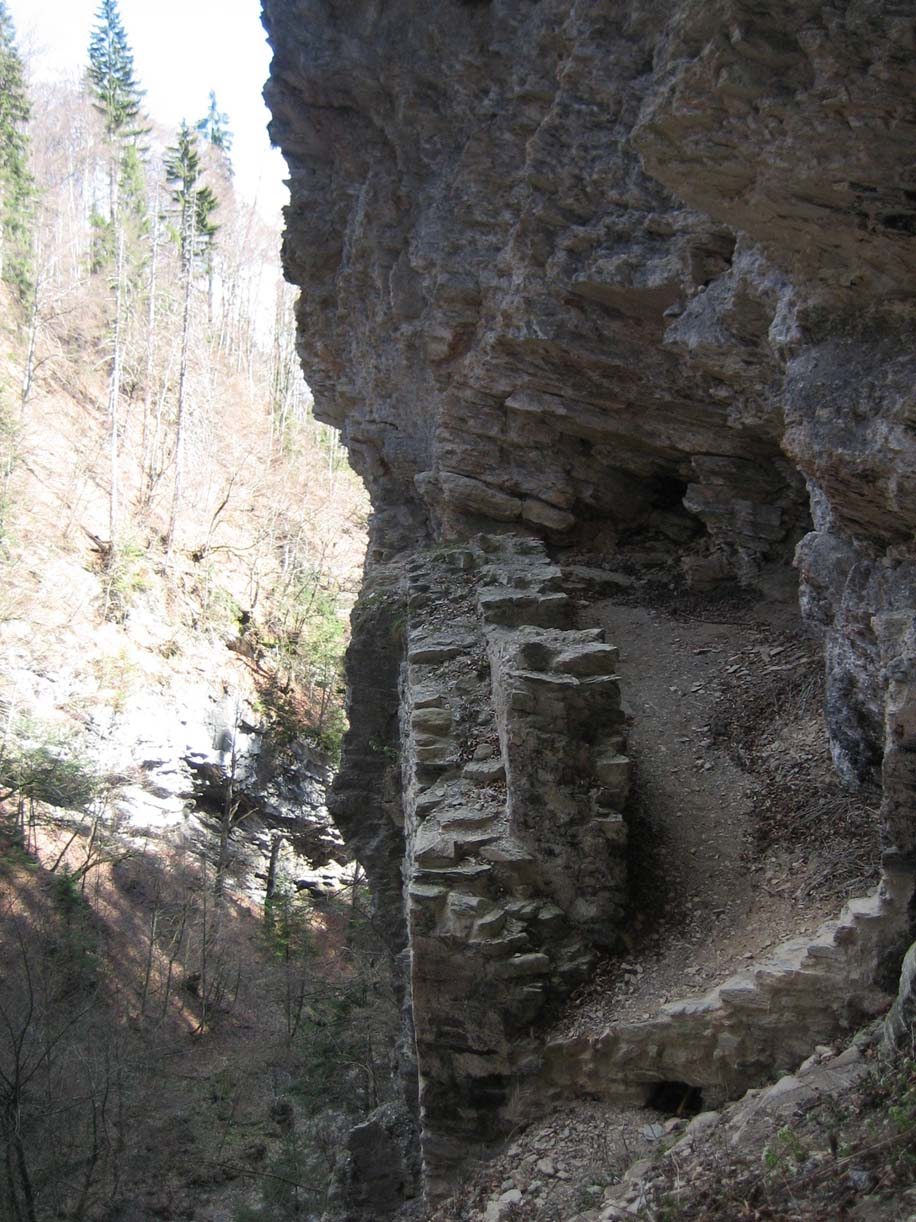
Fundamente des Nebenbaus
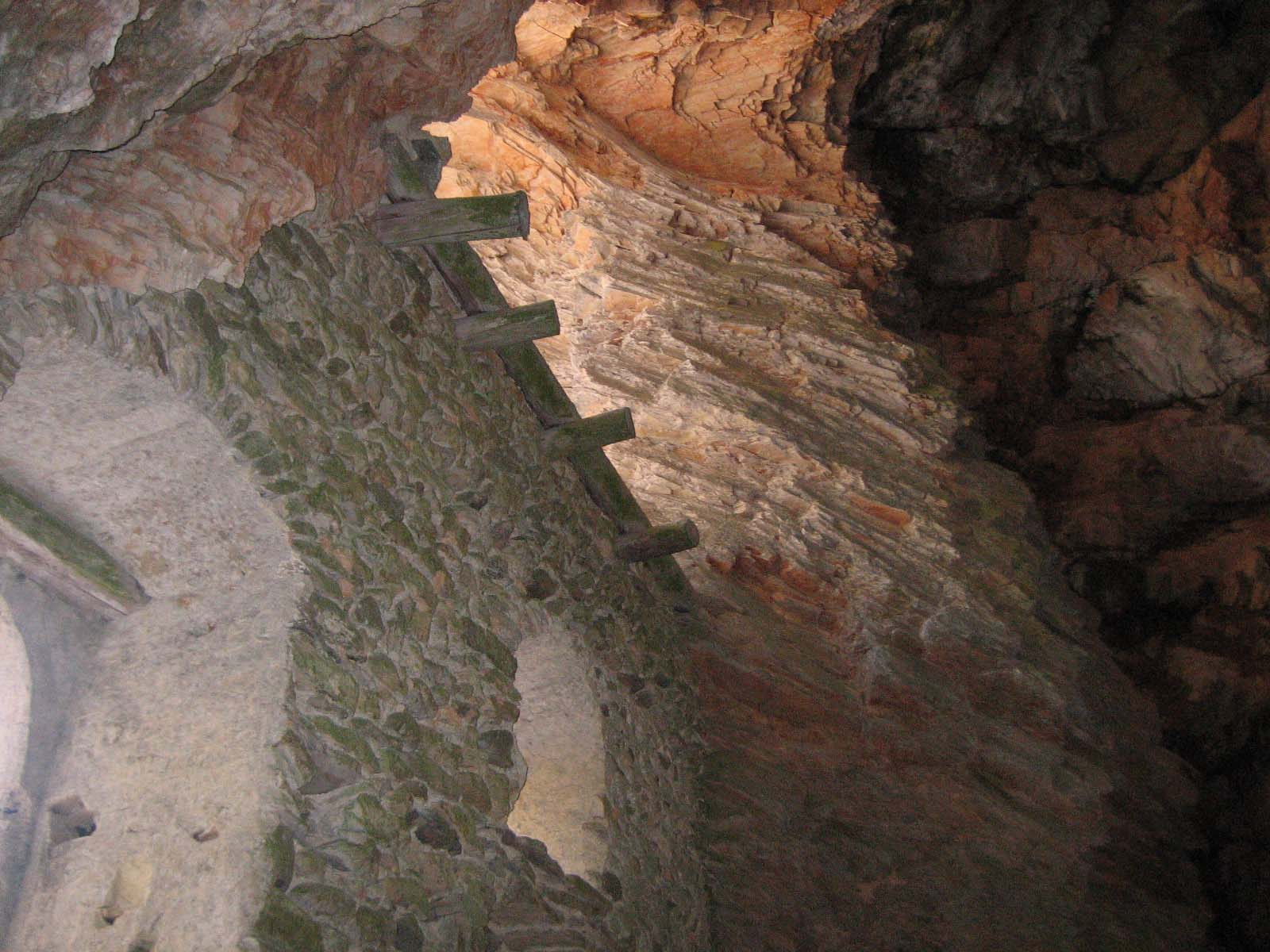
Innenraum mit Balkenresten
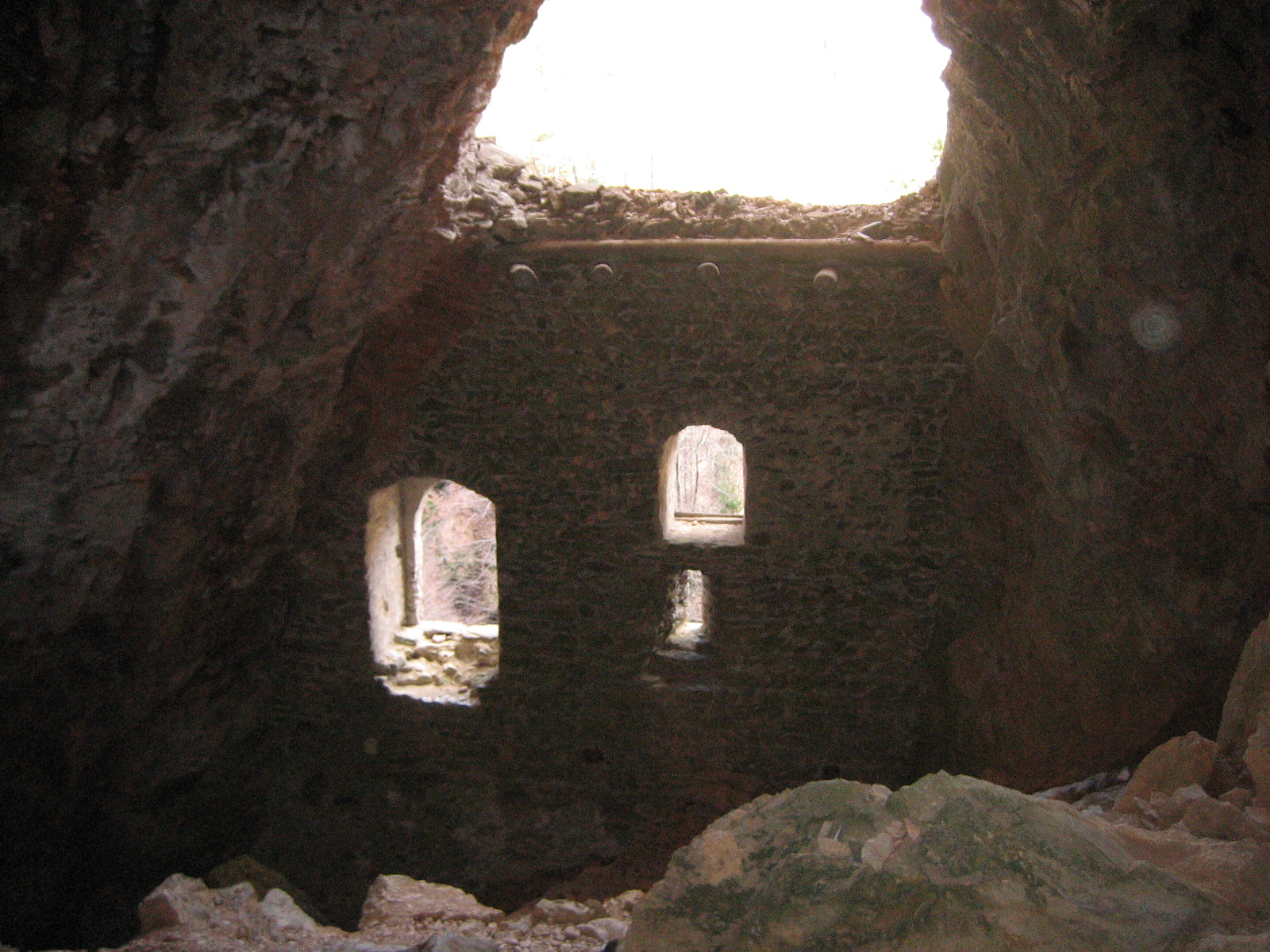
Innenmauer, links der Hocheingang
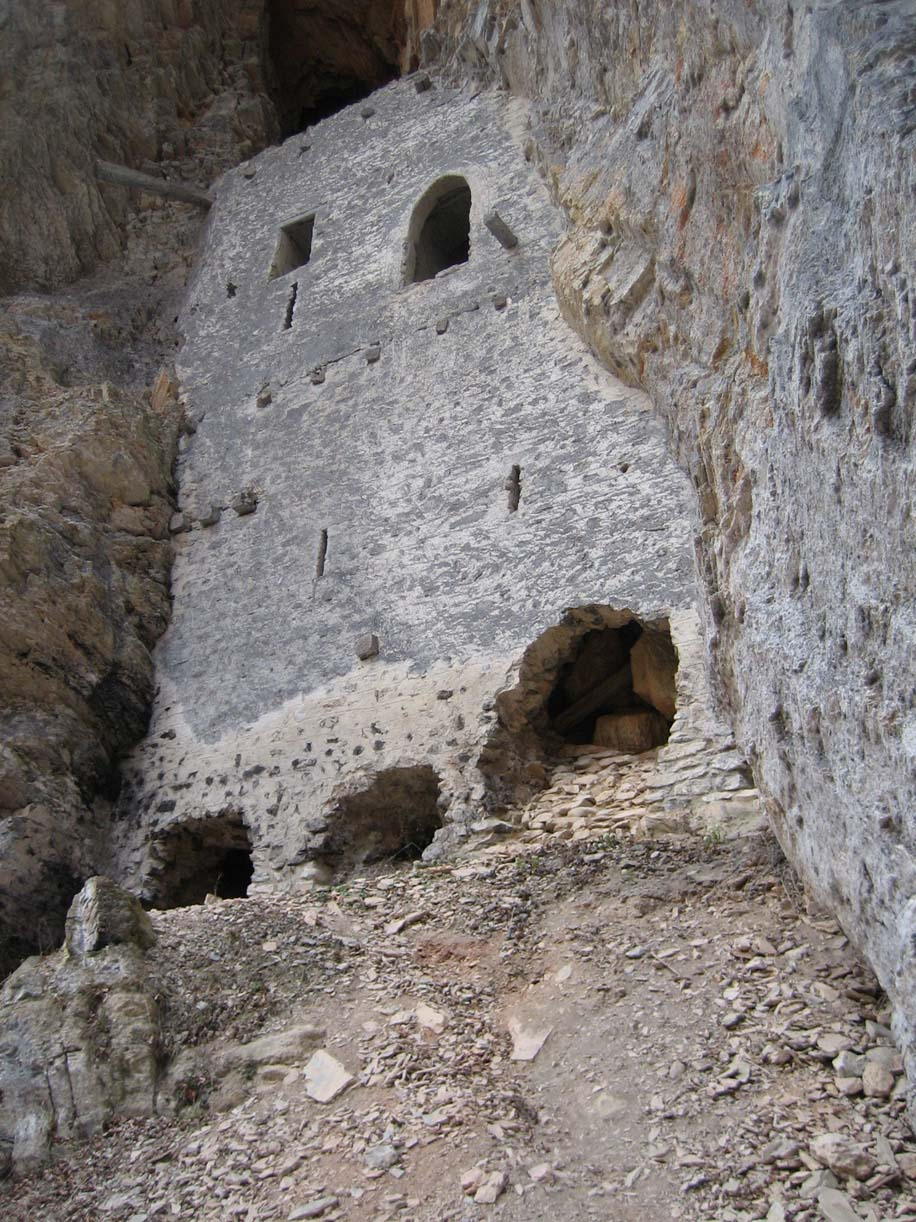
Frontmauer mit Hocheingang